# Brandon-Ouest
Pour les articles homonymes, voir Brandon.
Circonscription électorale provinciale du Canada
Brandon-Ouest (Brandon West en anglais) est une circonscription électorale provinciale du Manitoba (Canada).
La circonscription a d'abord existé en 1886 lors de la scission de la ville de Brandon en deux circonscriptions électorales. Cette division sera de courte durée, car en 1888, Brandon redevint une circonscription unique.
Brandon-Ouest réapparu en 1968 était alors délimité par Brandon-Est et Minnedosa.

## Liste des députés
| Brandon-Ouest                                  | Brandon-Ouest        | Brandon-Ouest             | Brandon-Ouest  | Brandon-Ouest | Brandon-Ouest |
| Nom                                            | Nom                  | Parti                     | Mandat         | Législature   |               |
| ---------------------------------------------- | -------------------- | ------------------------- | -------------- | ------------- | ------------- |
|                                                | John Kirchhoffer     | Conservateur              | 1886 - 1888    | 6e            |               |
| Circonscription abolie et incorporée à Brandon |                      |                           |                |               |               |
| Circonscription issue de Cité de Brandon       |                      |                           |                |               |               |
|                                                | Edward McGill        | Progressiste-conservateur | 1969 - 1973    | 29e           |               |
|                                                | Edward McGill        | Progressiste-conservateur | 1973 - 1977    | 30e           |               |
|                                                | Edward McGill        | Progressiste-conservateur | 1977 - 1981    | 31e           |               |
|                                                | Henry Nelson Carroll | Néo-démocrate             | 1981 - 1982    | 32e           |               |
|                                                | Henry Nelson Carroll | Indépendant               | 1982 - 1986    | 32e           |               |
|                                                | James McCrae         | Progressiste-conservateur | 1986 - 1988    | 33e           |               |
|                                                | James McCrae         | Progressiste-conservateur | 1988 - 1990    | 34e           |               |
|                                                | James McCrae         | Progressiste-conservateur | 1990 - 1995    | 35e           |               |
|                                                | James McCrae         | Progressiste-conservateur | 1995 - 1999    | 36e           |               |
|                                                | Scott Smith          | NPD                       | 1999 - 2003    | 37e           |               |
|                                                | Scott Smith          | NPD                       | 2003 - 2007    | 38e           |               |
|                                                | Rick Borotsik        | Progressiste-conservateur | 2007 - 2011    | 39e           |               |
|                                                | Reg Helwer           | Progressiste-conservateur | 2011 - 2016    | 40e           |               |
|                                                | Reg Helwer           | Progressiste-conservateur | 2016 - 2019    | 41e           |               |
|                                                | Reg Helwer           | Progressiste-conservateur | 2019 - 2023    | 42e           |               |
|                                                | Wayne Balcaen (en)   | Progressiste-conservateur | 2023 - présent | 43e           |               |